# سيريل برون
سيريل برون (بالفرنسية: Cyril Brun)‏ هو متزلج فني فرنسي، ولد في 22 أغسطس 1981 في تور في فرنسا.

## وصلات خارجية
- سيريل برون على موقع الاتحاد الدولي للتزلج (الإنجليزية)